# Domo dos Jogos da Ásia Oriental

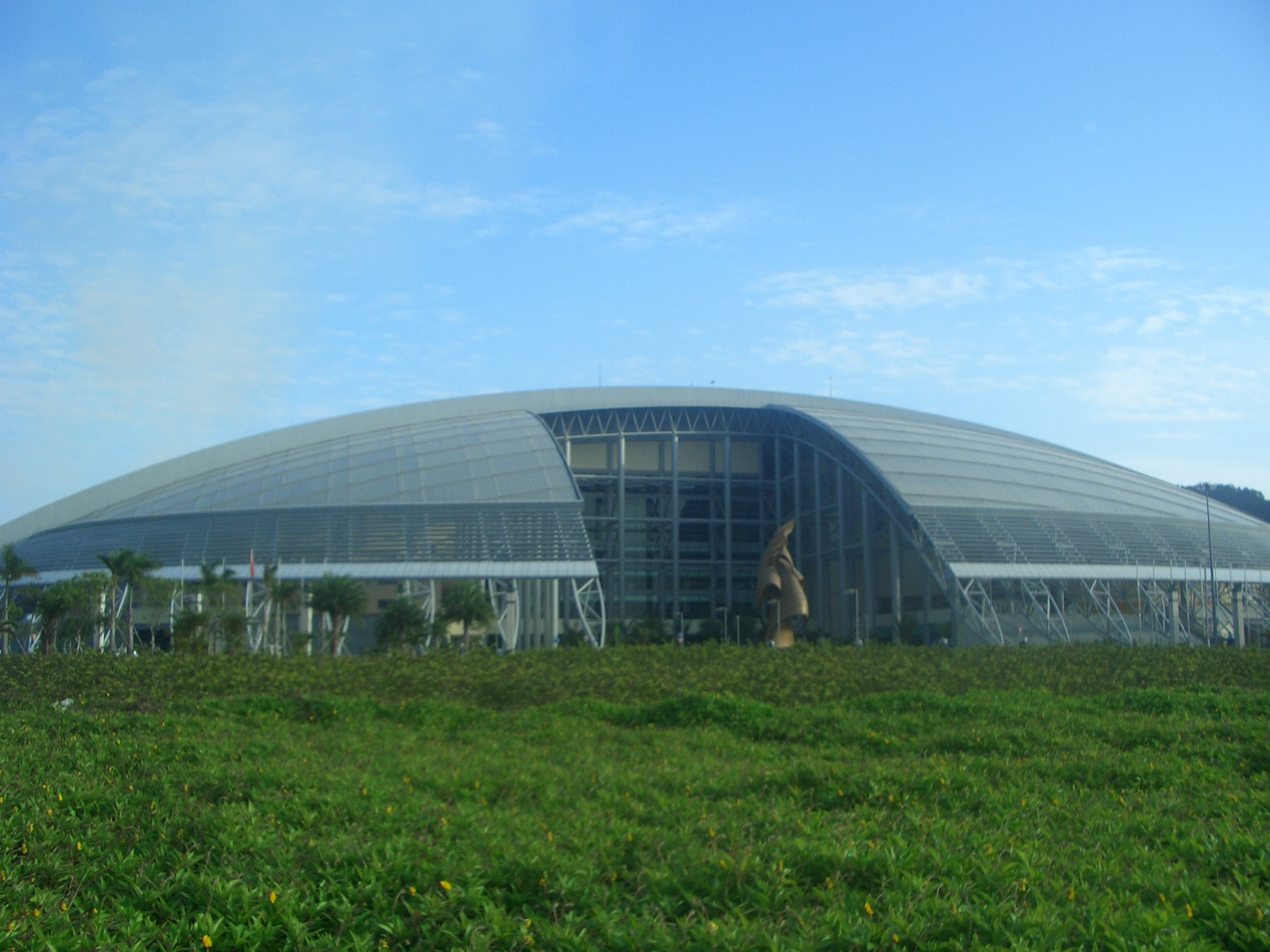
O Domo dos Jogos da Ásia Oriental

O Domo dos Jogos da Ásia Oriental (chinês tradicional: 澳門東亞運動會體育館, chinês simplificado: 澳门东亚运动会体育馆, pinyin: Àomén Dōngyà Yùndònghuì Tǐyùguǎn) é uma arena desportiva coberta localizada em Cotai, Macau.
O local é um dos maiores locais de Jogos da Ásia Oriental do ano 2005 e também acolheu alguns eventos para os Jogos Asiáticos em Recinto Coberto do ano 2007. O Domo dos Jogos da Ásia Oriental é a maior instalação desportiva indoor do território,que pode comportar até 11 mil pessoas ao mesmo tempo. Dispõe de três andares, um complexo multi-esportivos cobrindo uma área total de 45.000 m2, com dois pavilhões separados internamente, que é ideal para diferentes tipos de esportes indoor. Ele também é composto por um salão de exposições de grandes dimensões que pode acomodar até 2.000 pessoas.
- Pavilhão 1: Com uma capacidade total de mais de 7.000 pessoas, uma das principais características deste pavilhão é que esta dedicado a pista coberta, que é ideal para atividades diferentes que variam de cerimônias para eventos esportivos.
- Pavilhão 2: Este pavilhão pode acomodar até 2.000 pessoas e é projetado com um palco central que oferece uma inversão de cenário em forma de U. Isso permite que o público tenha uma visão perfeita do palco, especialmente adequado para a exposição de esportes como o a dança esportiva.

O pre´dio foi inaugurado oficialmente em 2005. Sua primeira pedra foi colocada pelo Chefe do Executivo Macaense, Edmund Ho no 28 de Fevereiro de 2003.

## Referéncias
1. ↑  «"Macau Tourism Office"». Consultado em 21 de setembro de 2009. Arquivado do original em 6 de março de 2005
2. ↑  - NEW New Mice Facilities in Macau - Instituto de Promoção do Comércio e do Investimento de Macau
3. ↑  Construction of the Macau East Asian Games Dome Started - Gabinete de Comunicação Social do Governo da RAEM